# شوال ایر
شوال ایر (به انگلیسی: Shoal Air) یک شرکت هواپیمایی است که در تاریخ ۲۰۰۲ میلادی تأسیس شده است.
دفتر مرکزی شوال ایر در استرالیا واقع شده‌است و به قلمرو شمالی (استرالیا)، پرواز مستقیم انجام می‌دهد.